# 와라오어
와라오어(Warao)는 남아메리카 북부의 원주민 와라오족의 언어이다. 세계적으로 매우 드문 OSV 어순의 언어로 잘 알려져 있다. UNESCO에 의해 소멸 위기 언어로 지정되어 있다. 2015년 베네수엘라에서 와라오어로 이루어진 다큐멘터리 영화 "Gone with the River"가 상영되었다.
고립된 언어로서 알려진 어떤 언어와도 친연관계가 없다고 추정되나, Granberry & Vescelius (2004)는 일부 어휘나 지명 등 근거를 들며 대안틸레스 제도에 아라와크어족이 도래하기 이전 사용되던 기층 언어들이 와라오어와 동계라는 가설을 제기하였다.

## 어휘
다음은 Loukotka (1968)가 쓴 와라오어(Uarao)와 Mariusa 방언의 기초 어휘 목록이다.
| 어휘   | Uarao   | Mariusa |
| ------ | ------- | ------- |
| 하나   | isaka   | xisaka  |
| 둘     | manámo  | manamo  |
| 셋     | dianamu | dixamo  |
| 머리   | akua    | naxoto  |
| 눈     | kamu    | mu      |
| 이     | kai     | i       |
| 사람   | nibora  |         |
| 물     | ho      | xo      |
| 불     | hekono  | xeunu   |
| 태양   | yá      | xokoxi  |
| 카사바 | aru     | aru     |
| 재규어 | tobe    | tobe    |
| 집     | xanóko  | ubanoko |